# Marie-Béatrice de Modène (1824-1906)
Pour les articles homonymes, voir Marie Béatrice de Modène.
Titres
Épouse du prétendant au trône d'Espagne
13 janvier 1861 – 3 octobre 1868
(7 ans, 8 mois et 20 jours)
Épouse du prétendant légitimiste
aux trônes de France et de Navarre
24 août 1883 – 18 novembre 1887
(4 ans, 2 mois et 25 jours)
Marie-Béatrice de Modène, princesse royale de Modène et archiduchesse d'Autriche-Este, née le 13 février 1824 à Modène et morte le 18 mars 1906 à Graz, est une princesse membre de la Maison de Habsbourg-Este, fille du duc François IV de Modène, et l'épouse du prétendant au trône d'Espagne et au trône de France.

## Biographie

### Enfance

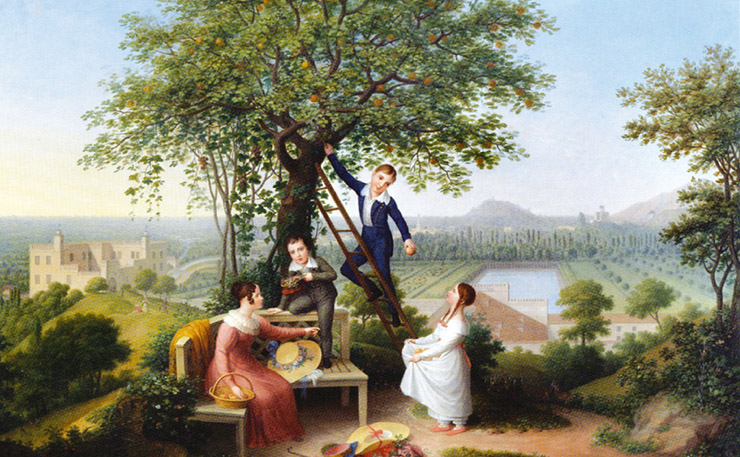
Les Enfants de François IV de Modène, par Rossi

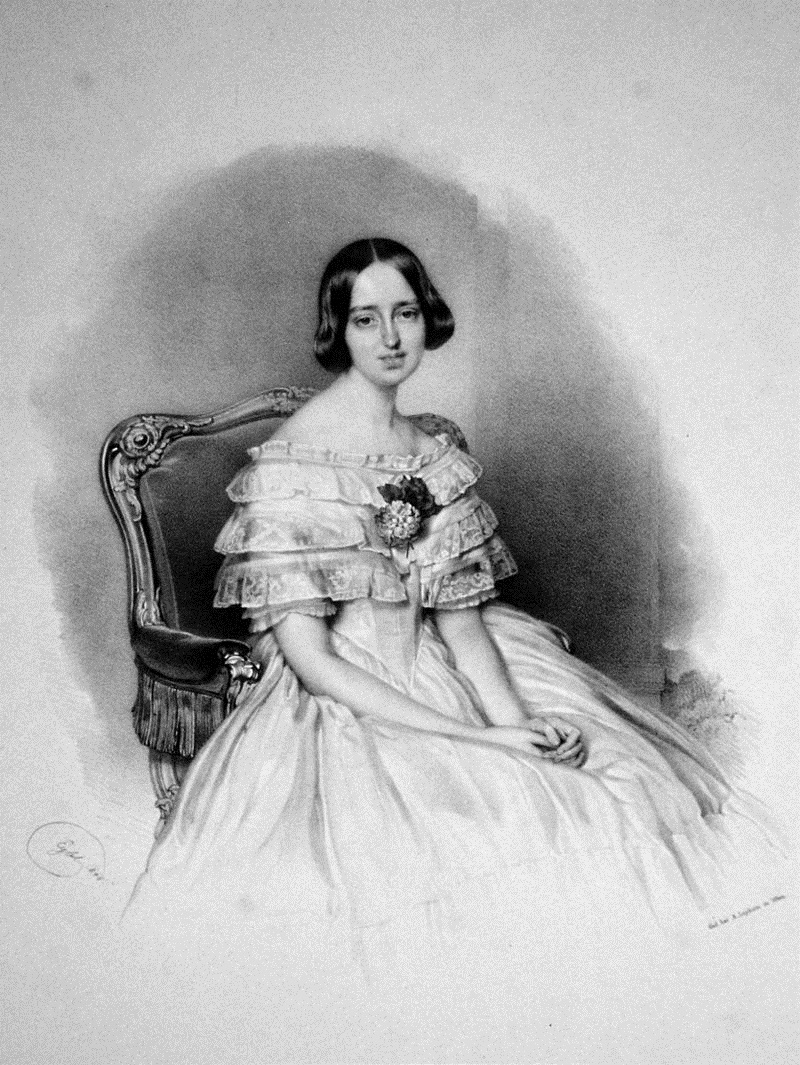
La princesse Marie-Béatrice de Modène, vers 1846.

Marie-Béatrice-Anne-Françoise d’Autriche-Este née le 13 février 1824 au Palais Ducal de Modène. Elle est la fille cadette de François IV, duc de Modène, et de Marie-Béatrice de Sardaigne. Marie-Béatrice grandit auprès de sa fratrie composé d’une sœur plus âgée, Marie-Thérèse, futur comtesse de Chambord, et de deux frères, François V et Ferdinand-Charles. 
Nièce d’une reine des Deux-Siciles, d’une impératrice d’Autriche et d’une duchesse de Parme, Marie-Béatrice cousine avec de nombreux autres souverains (François-Joseph Ier d’Autriche, François II des Deux-Siciles, Charles III de Parme, Charles-Albert de Sardaigne, etc).

### Comtesse de Montizon
En temps qu’épouse d’un prétendant au trône d’Espagne, Marie-Béatrice vit en exil, d’abord avec son époux, puis seule avec ses deux fils. En effet, la comtesse de Montizon ne partage pas du tout les points de vue politique de son époux. Très conservatrice, Marie-Béatrice souhaitait en effet confier l’éducation de ses fils a des jésuites, ce à quoi son libéral époux s’opposa. Cela créa alors une rupture entre eux, Jean préférant vivre à Londres avec sa maîtresse tandis que son épouse vivait à Modène. 

### Vieillesse et mort
Après le mariage de ses enfants et leur établissement, Marie-Béatrice vit sobrement. De plus, à la suite du Risorgimiento, son frère a été chassé de ses États en 1860. Celle qui est la sœur d’un monarque déchu et épouse d’un prince en exil vit donc péniblement. Cependant et soutenue par son beau-frère et sa sœur (le comte et la comtesse de Chambord), l’archiduchesse déchue réussit à marier convenablement ses fils à des princesses. Le premier épouse en 1867 la nièce du comte de Chambord et sœur de l’ancien duc de Parme. Son second fils épouse quant à lui en 1871 l’infante Marie-des-Neiges de Bragance, sœur du prétendant migueliste au trône de Portugal.

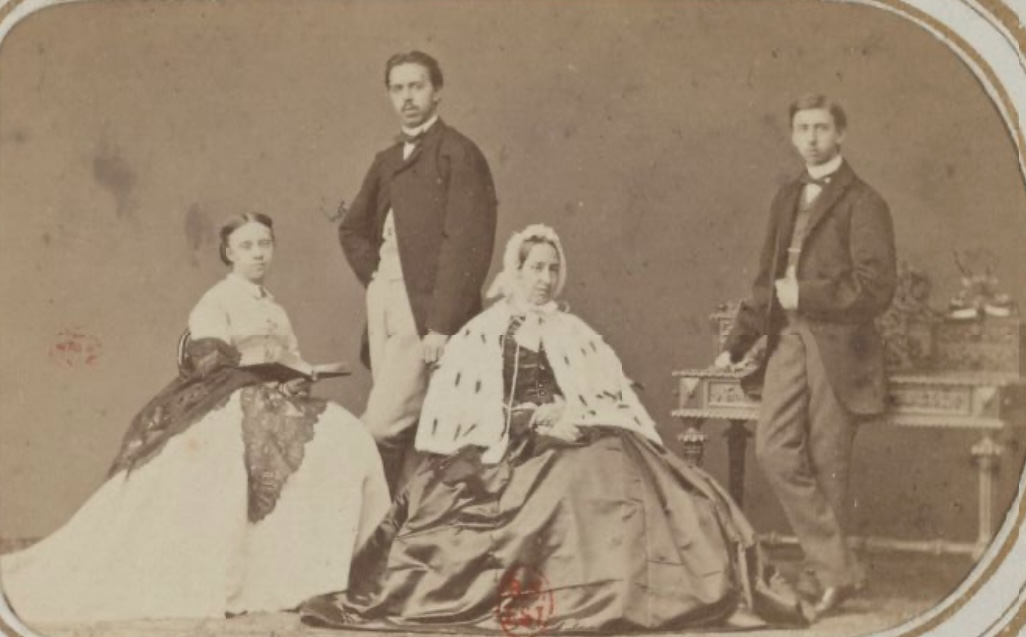
Famille royale carliste vers 1867.

La comtesse de Montizon s’enferme dans un couvent à partir du mariage de son second fils, car pensant que son rôle de mère était terminé. Cependant elle en ressortira brièvement pour épauler son fils aîné lors de la disparition de l’épouse de celui-ci. Elle dressera pour lui une liste de princesses célibataires dont les principaux noms étaient celui de Thérèse de Liechtenstein (tante de François-Joseph II) et Berthe de Rohan qui deviendra l’épouse de Charles en 1894).
Marie-Béatrice meurt finalement le 18 mars 1906 à Graz dans l’empire austro-hongrois. Elle était alors âgée de 82 ans.

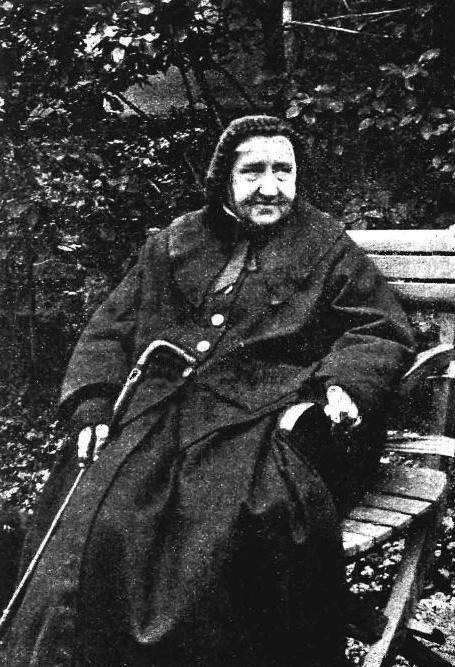
La comtesse de Montizon à la fin de sa vie.

## Mariage et descendance

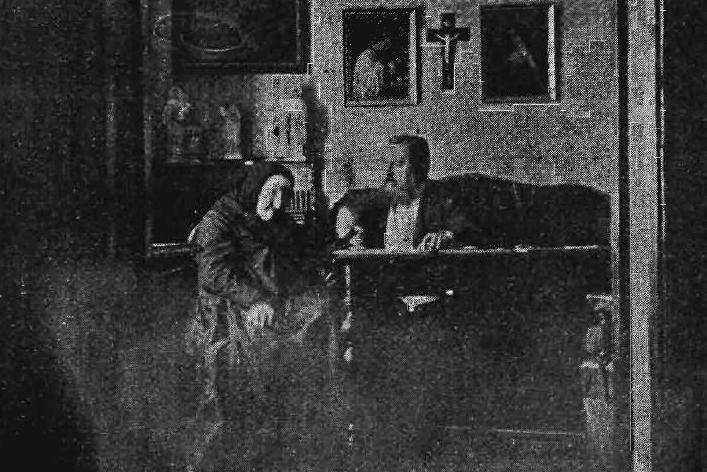
Marie-Béatrice et son fils ainé Charles, duc de Madrid.

Un temps convoitée par le comte de Chambord, prétendant légitimiste au trône de France et petit-fils du roi Charles X, elle épousa finalement à Modène en 1847 l'infant déchu Jean de Bourbon, comte de Montizón, frère cadet du prétendant carliste au trône d'Espagne et petit-fils du roi Charles IV.
Deux enfants sont issus de cette union :
- Charles de Bourbon (1848-1909), duc de Madrid, qui épousa en 1867 Marguerite de Bourbon, princesse de Lucques puis de Parme ;
- Alphonse-Charles de Bourbon (1849-1936), duc de San Jaime, qui épousa en 1871 Marie des Neiges de Bragance, infante migueliste de Portugal.

## Titulature et décorations

### En Espagne
- 13 février 1824 - 6 février 1847 : Son Altesse Impériale et Royale l’archiduchesse Marie-Béatrice d’Autriche-Este
- 6 février 1847 - 18 mars 1908 : Son Altesse Impériale et Royale, la comtesse de Montizon
  - 13 janvier 1861 - 3 octobre 1868 : Sa Majesté la Reine des Espagnes

### En France (légitimiste)
- 24 août 1884 - 18 novembre 1887 : Son Altesse Impériale et Royale, la comtesse de Montizon
  - Sa Majesté la reine de France et de Navarre
- 18 novembre 1887 - 18 mars 1906 : Son Altesse Impériale et Royale, la comtesse douairière de Montizon
  - Sa Majesté la reine douairière de France et de Navarre

### Décorations
Autriche-Hongrie
- Dame de l’ordre de La Croix étoilée ( Empire d'Autriche).

 Royaume de Bavière
- Dame d’Honneur de l’ordre de Thérèse ( Royaume de Bavière).

 Espagne
- Dame de l’Ordre de la reine Marie-Louise ( Royaume d'Espagne).

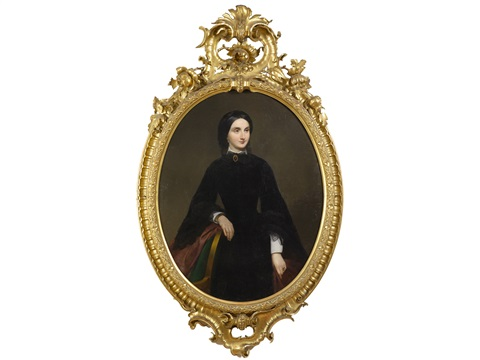
La princesse Marie-Béatrice de Modène, vers 1840.